# Gold Cup 2005
Navigation
Mexique-États-Unis 2003 États-Unis 2007
La Gold Cup 2005 est un tournoi de football qui s'est tenu aux États-Unis, du 6 au 24 juillet 2005.

## Équipes participantes
Amérique du Nord, qualification d'office :
- États-Unis (pays organisateur)
- Mexique
- Canada

Amérique centrale, qualification par le biais de la Coupe d'Amérique centrale 2005 :
- Costa Rica - vainqueur
- Honduras - finaliste
- Guatemala - troisième
- Panama - quatrième

Caraïbes, qualification par le biais de la Coupe caribéenne des nations 2005 :
- Jamaïque - vainqueur
- Cuba - deuxième
- Trinité-et-Tobago - troisième

Invités :
- Colombie
- Afrique du Sud

## Les stades
| Miami            | Carson                | Los Angeles       |
| ---------------- | --------------------- | ----------------- |
| Orange Bowl      | The Home Depot Center | Memorial Coliseum |
| Capacité: 74 476 | Capacité: 27 000      | Capacité: 68 756  |
|                  |                       |                   |

| East Rutherford  | Houston          | Foxborough       | Seattle          |
| ---------------- | ---------------- | ---------------- | ---------------- |
| Giants Stadium   | Reliant Stadium  | Gillette Stadium | Qwest Field      |
| Capacité: 80 042 | Capacité: 71 500 | Capacité: 61 500 | Capacité: 67 000 |
|                  |                  |                  |                  |

## Les arbitres
Voici la liste des 14 arbitres qui ont officié lors de cette édition de la Gold Cup :
- Benito Archundia
- Carlos Batres
- Neal Brizan
- Brian Hall
- Roberto Moreno Salazar
- Mauricio Navarro
- José Pineda
- Peter Prendergast
- Walter Quesada
- Marco Rodriguez
- Oscar Ruiz
- Rodolfo Sibrian
- Kevin Stott
- Enrico Wijngaarde

## Premier tour

### Groupe A
|   | Équipe            | Pts | J | G | N | P | BP | BC | Diff |
| - | ----------------- | --- | - | - | - | - | -- | -- | ---- |
| 1 | Honduras          | 7   | 3 | 2 | 1 | 0 | 4  | 2  | +2   |
| 2 | Panama            | 4   | 3 | 1 | 1 | 1 | 3  | 3  | 0    |
| 3 | Colombie          | 3   | 3 | 1 | 0 | 2 | 3  | 3  | 0    |
| 4 | Trinité-et-Tobago | 2   | 3 | 0 | 2 | 1 | 3  | 5  | -2   |

| 6 juillet  | Panama   | 1 | 0 | Colombie          |
|            | Honduras | 1 | 1 | Trinité-et-Tobago |
| 10 juillet | Panama   | 2 | 2 | Trinité-et-Tobago |
|            | Honduras | 2 | 1 | Colombie          |
| 12 juillet | Colombie | 2 | 0 | Trinité-et-Tobago |
|            | Honduras | 1 | 0 | Panama            |

| 6 juillet 2005 | Panama     | 1 - 0 | Colombie | Orange Bowl, Miami                             |                                                |
|                | Tejada 70e |       |          | Spectateurs : 10 311 Arbitrage : Carlos Batres | Spectateurs : 10 311 Arbitrage : Carlos Batres |
|                | (Rapport)  |       |          | Spectateurs : 10 311 Arbitrage : Carlos Batres | Spectateurs : 10 311 Arbitrage : Carlos Batres |

| 6 juillet 2005 | Trinité-et-Tobago | 1 - 1 | Honduras     | Orange Bowl, Miami                                |                                                   |
|                | Birchall 28e      |       | Figueroa 43e | Spectateurs : 10 311 Arbitrage : Mauricio Navarro | Spectateurs : 10 311 Arbitrage : Mauricio Navarro |
|                | (Rapport)         |       |              | Spectateurs : 10 311 Arbitrage : Mauricio Navarro | Spectateurs : 10 311 Arbitrage : Mauricio Navarro |

| 10 juillet 2005 | Trinité-et-Tobago      | 2 - 2 | Panama          | Orange Bowl, Miami                                 |                                                    |
|                 | Andrews 17e · Glen 90e |       | Tejada 24e, 89e | Spectateurs : 17 292 Arbitrage : Enrico Wijngaarde | Spectateurs : 17 292 Arbitrage : Enrico Wijngaarde |
|                 | (Rapport)              |       |                 | Spectateurs : 17 292 Arbitrage : Enrico Wijngaarde | Spectateurs : 17 292 Arbitrage : Enrico Wijngaarde |

| 10 juillet 2005 | Honduras           | 2 - 1 | Colombie          | Orange Bowl, Miami                               |                                                  |
|                 | Velásquez 79e, 82e |       | Moreno 30e (pen.) | Spectateurs : 17 292 Arbitrage : Marco Rodriguez | Spectateurs : 17 292 Arbitrage : Marco Rodriguez |
|                 | (Rapport)          |       |                   | Spectateurs : 17 292 Arbitrage : Marco Rodriguez | Spectateurs : 17 292 Arbitrage : Marco Rodriguez |

| 12 juillet 2005 | Colombie                  | 2 - 0 | Trinité-et-Tobago | Orange Bowl, Miami                              |                                                 |
|                 | Aguilar 77e · Hurtado 79e |       |                   | Spectateurs : 8 457 Arbitrage : Marco Rodriguez | Spectateurs : 8 457 Arbitrage : Marco Rodriguez |
|                 | (Rapport)                 |       |                   | Spectateurs : 8 457 Arbitrage : Marco Rodriguez | Spectateurs : 8 457 Arbitrage : Marco Rodriguez |

| 12 juillet 2005 | Honduras      | 1 - 0 | Panama | Orange Bowl, Miami                                |                                                   |
|                 | Caballero 81e |       |        | Spectateurs : 8 457 Arbitrage : Enrico Wijngaarde | Spectateurs : 8 457 Arbitrage : Enrico Wijngaarde |
|                 | (Rapport)     |       |        | Spectateurs : 8 457 Arbitrage : Enrico Wijngaarde | Spectateurs : 8 457 Arbitrage : Enrico Wijngaarde |

### Groupe B
|   | Équipe     | Pts | J | G | N | P | BP | BC | Diff |
| - | ---------- | --- | - | - | - | - | -- | -- | ---- |
| 1 | États-Unis | 7   | 3 | 2 | 1 | 0 | 6  | 1  | +5   |
| 2 | Costa Rica | 7   | 3 | 2 | 1 | 0 | 4  | 1  | +3   |
| 3 | Canada     | 3   | 3 | 1 | 0 | 2 | 3  | 5  | -2   |
| 4 | Cuba       | 0   | 3 | 0 | 0 | 3 | 3  | 9  | -6   |

| 7 juillet  | Costa Rica | 1 | 0 | Canada     |
|            | États-Unis | 4 | 1 | Cuba       |
| 9 juillet  | Costa Rica | 3 | 1 | Cuba       |
|            | États-Unis | 2 | 0 | Canada     |
| 12 juillet | États-Unis | 0 | 0 | Costa Rica |
|            | Canada     | 2 | 1 | Cuba       |

| 7 juillet 2005 | Costa Rica      | 1 - 0 | Canada | Qwest Field, Seattle                               |                                                    |
|                | Soto 30e (pen.) |       |        | Spectateurs : 15 831 Arbitrage : Peter Prendergast | Spectateurs : 15 831 Arbitrage : Peter Prendergast |
|                | (Rapport)       |       |        | Spectateurs : 15 831 Arbitrage : Peter Prendergast | Spectateurs : 15 831 Arbitrage : Peter Prendergast |

| 7 juillet 2005 | États-Unis                                   | 4 - 1 | Cuba     | Qwest Field, Seattle                         |                                              |
|                | Dempsey 44e · Donovan 87e, 90e · Beasley 89e |       | Moré 18e | Spectateurs : 15 831 Arbitrage : José Pineda | Spectateurs : 15 831 Arbitrage : José Pineda |
|                | (Rapport)                                    |       |          | Spectateurs : 15 831 Arbitrage : José Pineda | Spectateurs : 15 831 Arbitrage : José Pineda |

| 9 juillet 2005 | Costa Rica                               | 3 - 1 | Cuba        | Qwest Field, Seattle                              |                                                   |
|                | Brenes 61e, 85e (pen.) · Soto 81e (pen.) |       | Galindo 72e | Spectateurs : 15 109 Arbitrage : Benito Archundia | Spectateurs : 15 109 Arbitrage : Benito Archundia |
|                | (Rapport)                                |       |             | Spectateurs : 15 109 Arbitrage : Benito Archundia | Spectateurs : 15 109 Arbitrage : Benito Archundia |

| 9 juillet 2005 | États-Unis                         | 2 - 0 | Canada | Qwest Field, Seattle                         |                                              |
|                | Hutchinson 48e (csc) · Donovan 90e |       |        | Spectateurs : 15 109 Arbitrage : Neal Brizan | Spectateurs : 15 109 Arbitrage : Neal Brizan |
|                | (Rapport)                          |       |        | Spectateurs : 15 109 Arbitrage : Neal Brizan | Spectateurs : 15 109 Arbitrage : Neal Brizan |

| 12 juillet 2005 | États-Unis | 0 - 0 | Costa Rica | Gillette Stadium, Foxborough                      |
|                 |            |       |            | Spectateurs : 15 211 Arbitrage : Benito Archundia |
|                 | (Rapport)  |       |            |                                                   |

| 12 juillet 2005 | Canada                     | 2 - 1 | Cuba          | Gillette Stadium, Foxborough                            |                                                         |
|                 | Gerba 69e · Hutchinson 87e |       | Cervantes 90e | Spectateurs : 15 211 Arbitrage : Roberto Moreno Salazar | Spectateurs : 15 211 Arbitrage : Roberto Moreno Salazar |
|                 | (Rapport)                  |       |               | Spectateurs : 15 211 Arbitrage : Roberto Moreno Salazar | Spectateurs : 15 211 Arbitrage : Roberto Moreno Salazar |

### Groupe C
|   | Équipe         | Pts | J | G | N | P | BP | BC | Diff |
| - | -------------- | --- | - | - | - | - | -- | -- | ---- |
| 1 | Mexique        | 6   | 3 | 2 | 0 | 1 | 6  | 2  | +4   |
| 2 | Afrique du Sud | 5   | 3 | 1 | 2 | 0 | 6  | 5  | +1   |
| 3 | Jamaïque       | 4   | 3 | 1 | 1 | 1 | 7  | 7  | 0    |
| 4 | Guatemala      | 1   | 3 | 0 | 1 | 2 | 4  | 9  | -5   |

| 8 juillet  | Mexique        | 1 | 2 | Afrique du Sud |
|            | Jamaïque       | 4 | 3 | Guatemala      |
| 10 juillet | Mexique        | 4 | 0 | Guatemala      |
|            | Afrique du Sud | 3 | 3 | Jamaïque       |
| 13 juillet | Afrique du Sud | 1 | 1 | Guatemala      |
|            | Mexique        | 1 | 0 | Jamaïque       |

| 8 juillet 2005 | Afrique du Sud              | 2 - 1 | Mexique       | Home Depot Center, Carson                        |                                                  |
|                | Evans 28e · van Heerden 41e |       | Rodríguez 83e | Spectateurs : 27 000 Arbitrage : Rodolfo Sibrian | Spectateurs : 27 000 Arbitrage : Rodolfo Sibrian |
|                | (Rapport)                   |       |               | Spectateurs : 27 000 Arbitrage : Rodolfo Sibrian | Spectateurs : 27 000 Arbitrage : Rodolfo Sibrian |

| 8 juillet 2005 | Jamaïque                                        | 4 - 3 | Guatemala                 | Home Depot Center, Carson                   |                                             |
|                | Shelton 3e · Fuller 5e · Williams 44e · Hue 57e |       | Ruíz 11e (pen.), 45e, 87e | Spectateurs : 27 000 Arbitrage : Brian Hall | Spectateurs : 27 000 Arbitrage : Brian Hall |
|                | (Rapport)                                       |       |                           | Spectateurs : 27 000 Arbitrage : Brian Hall | Spectateurs : 27 000 Arbitrage : Brian Hall |

| 10 juillet 2005 | Mexique                                    | 4 - 0 | Guatemala | Coliseum, Los Angeles                       |                                             |
|                 | Borgetti 5e, 14e · Galindo 54e · Bravo 65e |       |           | Spectateurs : 30 710 Arbitrage : Oscar Ruiz | Spectateurs : 30 710 Arbitrage : Oscar Ruiz |
|                 | (Rapport)                                  |       |           | Spectateurs : 30 710 Arbitrage : Oscar Ruiz | Spectateurs : 30 710 Arbitrage : Oscar Ruiz |

| 10 juillet 2005 | Afrique du Sud                             | 3 - 3 | Jamaïque                            | Coliseum, Los Angeles                        |                                              |
|                 | Raselemane 34e · Ndlela 41e · Nomvethe 56e |       | Hue 35e · Stewart 43e · Bennett 80e | Spectateurs : 30 710 Arbitrage : Kevin Stott | Spectateurs : 30 710 Arbitrage : Kevin Stott |
|                 | (Rapport)                                  |       |                                     | Spectateurs : 30 710 Arbitrage : Kevin Stott | Spectateurs : 30 710 Arbitrage : Kevin Stott |

| 13 juillet 2005 | Guatemala  | 1 - 1 | Afrique du Sud | Reliant Stadium, Houston                     |                                              |
|                 | Romero 37e |       | Nkosi 45e      | Spectateurs : 45 311 Arbitrage : Kevin Stott | Spectateurs : 45 311 Arbitrage : Kevin Stott |
|                 | (Rapport)  |       |                | Spectateurs : 45 311 Arbitrage : Kevin Stott | Spectateurs : 45 311 Arbitrage : Kevin Stott |

| 13 juillet 2005 | Mexique    | 1 - 0 | Jamaïque | Reliant Stadium, Houston                        |                                                 |
|                 | Medina 19e |       |          | Spectateurs : 45 311 Arbitrage : Walter Quesada | Spectateurs : 45 311 Arbitrage : Walter Quesada |
|                 | (Rapport)  |       |          | Spectateurs : 45 311 Arbitrage : Walter Quesada | Spectateurs : 45 311 Arbitrage : Walter Quesada |

### Meilleurs troisièmes
Les 2 meilleures équipes ayant fini à la troisième place sont repêchées pour compléter le tableau des quarts de finale. Pour cela un classement comparatif est établi entre les 3 équipes :
|   | Équipe   | Pts | J | G | N | P | BP | BC | Diff |
| - | -------- | --- | - | - | - | - | -- | -- | ---- |
| 1 | Jamaïque | 4   | 3 | 1 | 1 | 1 | 7  | 7  | 0    |
| 2 | Colombie | 3   | 3 | 1 | 0 | 2 | 3  | 3  | 0    |
| 3 | Canada   | 3   | 3 | 1 | 0 | 2 | 3  | 5  | -2   |

## Tableau final
|  | Quarts de finale            | Quarts de finale            |            |         | Demi-finales              | Demi-finales              |  |  | Finale                    | Finale                    |
|  | Quarts de finale            | Quarts de finale            |            |         | Demi-finales              | Demi-finales              |  |  | Finale                    | Finale                    |
|  |                             |                             |            |         |                           |                           |  |  |                           |                           |
|  | 16 juillet 2005, Foxborough | 16 juillet 2005, Foxborough |            |         | 21 juillet 2005, New York | 21 juillet 2005, New York |  |  | 24 juillet 2005, New York | 24 juillet 2005, New York |
|  | 16 juillet 2005, Foxborough | 16 juillet 2005, Foxborough |            |         | 21 juillet 2005, New York | 21 juillet 2005, New York |  |  | 24 juillet 2005, New York | 24 juillet 2005, New York |
|  | États-Unis                  | 3                           |            |         | 21 juillet 2005, New York | 21 juillet 2005, New York |  |  | 24 juillet 2005, New York | 24 juillet 2005, New York |
|  | États-Unis                  | 3                           |            |         | 21 juillet 2005, New York | 21 juillet 2005, New York |  |  | 24 juillet 2005, New York | 24 juillet 2005, New York |
|  | Jamaïque                    | 1                           |            |         | 21 juillet 2005, New York | 21 juillet 2005, New York |  |  | 24 juillet 2005, New York | 24 juillet 2005, New York |
|  | Jamaïque                    | 1                           | États-Unis | 2       |                           |                           |  |  | 24 juillet 2005, New York | 24 juillet 2005, New York |
|  | 16 juillet 2005, Foxborough |                             | États-Unis | 2       |                           |                           |  |  | 24 juillet 2005, New York | 24 juillet 2005, New York |
|  |                             | Honduras                    | 1          |         |                           |                           |  |  | 24 juillet 2005, New York | 24 juillet 2005, New York |
|  | Honduras                    | Honduras                    | 1          | 3       |                           |                           |  |  | 24 juillet 2005, New York | 24 juillet 2005, New York |
|  | Honduras                    |                             |            | 3       |                           |                           |  |  | 24 juillet 2005, New York | 24 juillet 2005, New York |
|  | Costa Rica                  | 2                           |            |         |                           |                           |  |  | 24 juillet 2005, New York | 24 juillet 2005, New York |
|  | Costa Rica                  | 2                           | États-Unis | 0ap (3) |                           |                           |  |  |                           |                           |
|  | 17 juillet 2005, Miami      |                             | États-Unis | 0ap (3) |                           |                           |  |  |                           |                           |
|  |                             | Panama                      | 0 tab(1)   |         |                           |                           |  |  |                           |                           |
|  | Panama                      | Panama                      | 0 tab(1)   | 1ap (5) |                           |                           |  |  |                           |                           |
|  | Panama                      | 21 juillet 2005, New York   |            | 1ap (5) |                           |                           |  |  |                           |                           |
|  | Afrique du Sud              | 1 tab(3)                    |            |         |                           |                           |  |  |                           |                           |
|  | Afrique du Sud              | 1 tab(3)                    | Panama     | 3       |                           |                           |  |  |                           |                           |
|  | 17 juillet 2005, Miami      |                             | Panama     | 3       |                           |                           |  |  |                           |                           |
|  |                             | Colombie                    | 2          |         |                           |                           |  |  |                           |                           |
|  | Colombie                    | Colombie                    | 2          | 2       |                           |                           |  |  |                           |                           |
|  | Colombie                    |                             |            | 2       |                           |                           |  |  |                           |                           |
|  | Mexique                     | 1                           |            |         |                           |                           |  |  |                           |                           |
|  | Mexique                     | 1                           |            |         |                           |                           |  |  |                           |                           |

### Quarts de finale
| 16 juillet 2005 | Honduras                               | 3 - 2 | Costa Rica             | Gillette Stadium, Foxborough                      |                                                   |
|                 | Velásquez 6e · Turcios 27e · Núñez 29e |       | Bolaños 39e · Ruíz 81e | Spectateurs : 22 108 Arbitrage : Benito Archundia | Spectateurs : 22 108 Arbitrage : Benito Archundia |
|                 | (Rapport)                              |       |                        | Spectateurs : 22 108 Arbitrage : Benito Archundia | Spectateurs : 22 108 Arbitrage : Benito Archundia |

| 16 juillet 2005 | États-Unis                  | 3 - 1 | Jamaïque   | Gillette Stadium, Foxborough                   |                                                |
|                 | Wolff 6e · Beasley 42e, 83e |       | Fuller 88e | Spectateurs : 22 108 Arbitrage : Carlos Batres | Spectateurs : 22 108 Arbitrage : Carlos Batres |
|                 | (Rapport)                   |       |            | Spectateurs : 22 108 Arbitrage : Carlos Batres | Spectateurs : 22 108 Arbitrage : Carlos Batres |

| 17 juillet 2005 | Colombie                     | 2 - 1 | Mexique    | Reliant Stadium, Houston                         |                                                  |
|                 | Castrillón 58e · Aguilar 74e |       | Pineda 64e | Spectateurs : 60 050 Arbitrage : Rodolfo Sibrian | Spectateurs : 60 050 Arbitrage : Rodolfo Sibrian |
|                 | (Rapport)                    |       |            | Spectateurs : 60 050 Arbitrage : Rodolfo Sibrian | Spectateurs : 60 050 Arbitrage : Rodolfo Sibrian |

| 17 juillet 2005 | Panama            | 1 - 1 a. p. | Afrique du Sud | Reliant Stadium, Houston                           |                                                    |
|                 | J.Dely Valdes 48e |             | Ndlela 68e     | Spectateurs : 60 050 Arbitrage : Peter Prendergast | Spectateurs : 60 050 Arbitrage : Peter Prendergast |
|                 | (Rapport)         |             |                | Spectateurs : 60 050 Arbitrage : Peter Prendergast | Spectateurs : 60 050 Arbitrage : Peter Prendergast |
|                 | Tirs au but 5 - 3 |             |                | Spectateurs : 60 050 Arbitrage : Peter Prendergast | Spectateurs : 60 050 Arbitrage : Peter Prendergast |

### Demi-finales
| 21 juillet 2005 | États-Unis               | 2 - 1 | Honduras     | Giants Stadium, New York                           |                                                    |
|                 | O'Brien 86e · Onyewu 90e |       | Guerrero 30e | Spectateurs : 41 721 Arbitrage : Peter Prendergast | Spectateurs : 41 721 Arbitrage : Peter Prendergast |
|                 | (Rapport)                |       |              | Spectateurs : 41 721 Arbitrage : Peter Prendergast | Spectateurs : 41 721 Arbitrage : Peter Prendergast |

| 21 juillet 2005 | Panama                              | 3 - 2 | Colombie        | Giants Stadium, New York                         |                                                  |
|                 | Phillips 11e, 72e · Dely Valdes 26e |       | Patiño 62e, 88e | Spectateurs : 41 721 Arbitrage : Rodolfo Sibrian | Spectateurs : 41 721 Arbitrage : Rodolfo Sibrian |
|                 | (Rapport)                           |       |                 | Spectateurs : 41 721 Arbitrage : Rodolfo Sibrian | Spectateurs : 41 721 Arbitrage : Rodolfo Sibrian |

### Finale
| Entraîneur : |
| Bruce Arena  |

| Entraîneur :      |
| José E. Hernández |

| Entraîneur : |
| Bruce Arena  |

| Entraîneur :      |
| José E. Hernández |

## Récompenses

### Meilleurs buteurs
3 buts :
- DaMarcus Beasley
- Ricardo Fuller
- Carlos Ruíz
- Luis Tejada
- Wílmer Velásquez

### Meilleur joueur
Luis Tejada

### Meilleur gardien
Jaime Penedo

### Prix du fair-play
Honduras